# Шювалан (футбольний клуб)
«Шювалан» (азерб. Şüvəlan Futbol Klubu) — азербайджанський футбольний клуб із Баку, заснований 1996 року. Виникнув як футзальний клуб АММК, втім того ж року змінив назву на «Олімпік» Баку (Olimpik Baku). 2009 року клуб було перейменовано на ПФК «Олімпік-Шювалан» Баку (Olimpik-Şüvəlan PFC Baku), а 2010 року — на ПФК «АЗАЛ» Баку, оскільки генеральним спонсором клубу стала компанія Азербайджанські Авіалінії.
12 травня 2017 змінив назву на «Шювалан» (Olimpik-Şüvəlan PFC Baku). Виступав у Першому дивізіоні. Розформований у 2019 році.

## Досягнення
Чемпіонат Азербайджану
- Срібний призер (1): 2007–2008